# Vịt F1 (BSC x SM3)
Vịt F1 (BSC x SM3) là tổ hợp vịt lai chuyên thịt; được tạo ra từ phép lai kinh tế giữa vịt trống Bầu Sín Chéng (giống vịt Bầu được nuôi tại xã Sín Chéng, huyện Si Ma Cai, tỉnh Lào Cai) với vịt mái Supper M3 (SM3).

## Đặc điểm ngoại hình
Khi trưởng thành, vịt có ngoại hình theo hướng chuyên thịt (cơ thể đậm đà, nở nang, hình nêm); có màu lông đa dạng, chủ yếu là đen có đốm trắng, nâu có đốm trắng và màu cà cuống, một số ít màu trắng có đốm đen.

## Khả năng sinh trưởng và cho thịt
Vịt tăng trọng khá nhanh, thích nghi tốt với điều kiện chăn nuôi ở Việt Nam. Lúc 10 tuần tuổi, tỷ lệ nuôi sống đạt 96%, khối lượng cơ thể khoảng 2,76 kg/con, hiệu quả sử dụng thức ăn là 2,73 kg/kg tăng khối lượng.
Về chất lượng thịt, thịt vịt có vị đậm đà, thơm ngon, ít mỡ tương tự như nhóm vịt nội của Việt Nam. Mổ khảo sát lúc 10 tuần tuổi, vịt có tỷ lệ thân thịt đạt 69,21% - 71,21%.